# Ryam
Ryam is een Nederlandse uitgever van agenda’s. Ryam Agenda's BV is onderdeel van de organisatie SRT International BV, waarvan de holding in Zwitserland is gevestigd. Binnen deze organisatie worden ook de agendamerken Succes en Papillon uitgegeven.

## Geschiedenis
In 1897 begon de firma Van Rijmenam met het binden van boeken. In de jaren dertig werd de eerste agenda van het bedrijf uitgegeven. Na de oorlog bracht de firma als een van de eersten een geïllustreerde schoolagenda uit, toen nog bekend als de Rijam-agenda. De plaatjes waren begin jaren zestig vooral educatief van aard. Later kwam er steeds meer pop- en stripcultuur in. In de jaren zeventig werd een aantal modellen vormgegeven door grafisch ontwerper Jurriaan Schrofer.
In de jaren erna verschenen meerdere agendatitels. In de jaren negentig specialiseerde Ryam zich in niet-geïllustreerde agenda’s zoals bureauagenda's, zakagenda's en planagenda's.